# Ilovca
Ilovca este o localitate din comuna Vojnik, Slovenia, cu o populație de 88 de locuitori.